# 1893 dans les chemins de fer
Chronologie des chemins de fer
1892 dans les chemins de fer - 1893 - 1894 dans les chemins de fer

## Évènements
- France : première électrification de ligne à Saint-Étienne (42).

### Avril
- 6 avril, France : mise en service du tronçon Montreuil - Berck-Ville de la ligne Aire-sur-la-Lys - Berck-Plage.

### Juin
- 1er juin, France : mise en service du tronçon Aire-sur-la-Lys - Fruges de la ligne Aire-sur-la-Lys - Berck-Plage.

### Juillet
- 30 juillet, France : mise en service du tronçon Rimeux-Gournay - Montreuil de la ligne Aire-sur-la-Lys - Berck-Plage.

### Septembre
- 24 septembre, France : ouverture de la ligne Carhaix - Guingamp sur le Réseau breton.